# روان الضامن
روان الضامن (من مواليد 1979) هي مخرجة ومنتجة ومعدة ومقدمة برامج. حصلت روان على بكالوريوس في الإعلام التلفزيوني والإذاعي من جامعة بير زيت ثم على الماجيستير في مجال الاعلام من جامعة ليدز البريطانية. عملت في التلفزيون الأردني في الفترة الممتدة من 2002 حتى 2006 كما عملت كمخرجة ومعدة ومقدمة برامج في قناة الجزيرة الفضائية.

## المسيرة المهنيّة

### البداية
بدأت روان مسيرتها المهنية التلفزيونية عام 1999 في فلسطين ثم الأردن. التحقت بمنظمة اليونسيف للعملِ كمستشارة إعلامية للمكتب الإقليمي؛ وشاركت في تأليفِ ثلاثة كتب وهم أطفال فلسطين أيام زمان والتاريخ في ذاكرة الطفولة بالإضافةِ إلى كتابٍ ثالثٍ صدر تحتّ عنوان مدارسنا في قفص الاتهام.

### قناة الجزيرة
التحقت روان بشبكة الجزيرة عام 2006؛ ومنها قدّمت باقة من البرامج الوثائقية بما في ذلك سلسلة رائدات المكوّن من 13 جزءًا والذي يتحدثُ حول نماذج نسائية عربية كما قدّمت برنامج النكبة المكوّن من 4 أجزاء والذي يتحدث حول جذور القضية الفلسطينية قبل أن تُشرف في عام 2010 على تقديم برنامج أصحاب البلاد المكوّن من 5 أجزاء الذي تحدث حول الفلسطينيين. شاركت الضامن في الإشرافِ على عمليّتي إنتاج وإخراج فيلمي السلام المر عام 2009 وفيلم الطريق إلى 25 يناير عام 2011.

### حاليًا
انتقلت روان للعملِ عبر مختلف المنصات على الإنترنت؛ حيثُ قدّمت في منصة إدراك للتعلم عن بعد بالتعاون مع شبكة إعلاميون من أجل صحافة استقصائية عربية (أريج) مساقًا لتعلّم أساسيات السرد القصصي الرقمي، كما أطلقت في آب/أغسطس 2019 مبادرة «سفير فلسطين» التي تهدفُ إلى تمكين كل مهتم بالقضية الفلسطينية من تقديمها إلى محيطه بالشكل الأمثل وإمداده بالمعلومات والمهارات اللازمة لذلك. تشغل حاليا موقع المدير العام للشبكة العربية للصحافة الإستقصائية - إعلاميون من أجل صحافة استقصائية عربية (أريج)-، ومقرها مدينة عمّان.

## قائمة أعمالها
هذه قائمة مُصغّرة بأهمّ وأشهر أعمال روان الضامن
| العمل               | تاريخ البث              | نبذة قصيرة |
| ------------------- | ----------------------- | --- |
| النكبة              |                         | يحكي الفيلم – وكما يُشير إلى ذلك اسمه – عن نكبة فلسطين حيثُ يؤرّخ لحقبة زمنية مهمّة بين ما بين 1799 إلى 2008 كما حاول الفيلم أن يعكسَ الخطط الخفية لتحويل فلسطين إلى إسرائيل منذ أيام الأمبرطور نابليون وما قبل الحرب العالمية الأولى، ودور الانتداب البريطاني في التصدي للثورة الفلسطينية، وكذلك الإرهاب الصهيوني الذي مُورسَ على المواطنين الفلسطينيين لإجبارهم على النزوح. حقّق الفيلم نجاحًا كبيرًا وفازت روان عنهُ بجائزة مهرجان الجزيرة الخامس للأفلام الوثائقية.                                                                                            |
| أصحاب البلاد        | تشرين الأوّل/أكتوبر 2010 | سلّطت هذه السلسلة الضوء على ملف الفلسطينيين داخل الخط الأخضر الذين يُطلق عليهم إعلاميًا لقب فلسطينيو الداخل. حاول العمل أن يُجيب على عددٍ من الأسئلة من بينها: ما معنى أن تكون فلسطينيا وإسرائيليًا في آنٍ واحد؟ أن تعيش الوجع الفلسطيني وتكون جزء من الشعب العربي الفلسطيني، وفي نفس الوقت تحمل جواز السفر الإسرائيلي وتتعامل مع المواطنة الإسرائيلية؟ ماذا يعرف العرب عن فلسطينيي الداخل؟ كيف يعيشون وكيف يدرسون وما هي الوظائف والأعمال المتاحة أمامهم وأين يسكنون وكيف يتعاملون مع اليهود أفرادًا ومؤسسات؟ بالإضافةِ إلى سؤال التحديات اليومية التي تواجههم؟ |
| الطريق إلى 25 يناير | 2011                    | يحكي الفيلم قصّة ثورة 25 يناير مستندًا في ذلك على وثائق وفيديوهات كانت قد نٌشرت على النت إبّان الثورة. |

## الجوائز
- جائزة أفضل فلم وثائقي عن فلسطين في فلم النكبة في مهرجان الجزيرة الدولي الخامس للأفلام الوثائقية عام 2009.[14]
- جائزة الجمهور الإسباني في مهرجان آمال العربي الأوروبي عن فلم النكبة في إسبانيا عام 2009 أيضًا.[15]
- جائزة أفضل فلم وثائقي في مهرجان نورويك للبرامج التلفزيونية في بريطانيا عام 2004.[1]